# Aleksander Napiórkowski

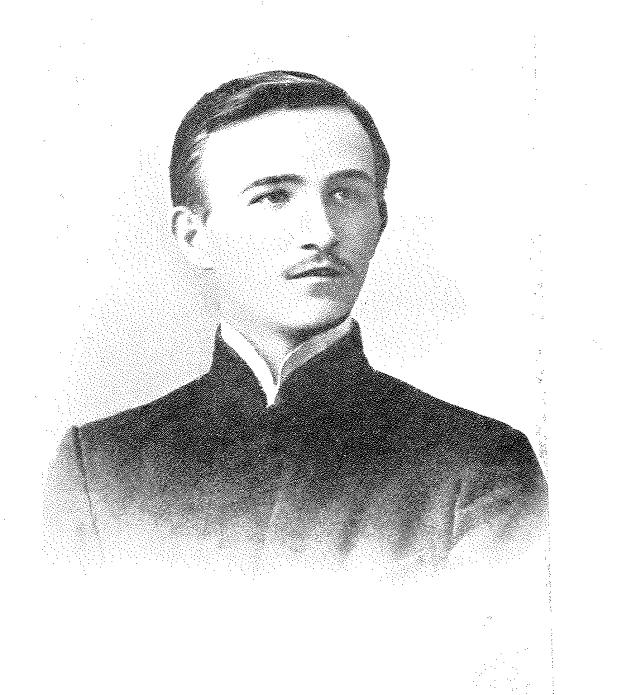
Aleksander Napiórkowski w 1908

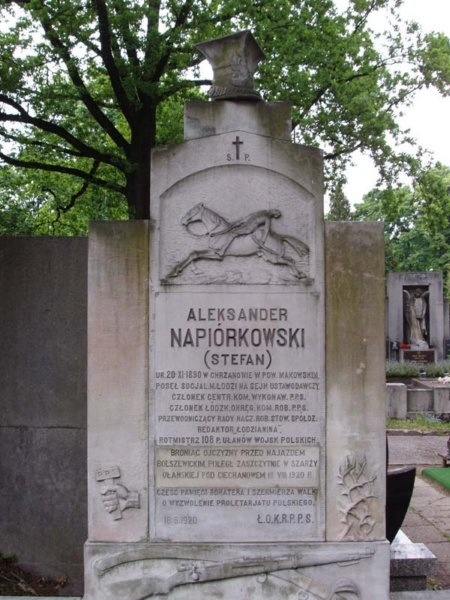
Nagrobek Aleksandra Napiórkowskiego na Cmentarzu Starym w Łodzi

Aleksander Napiórkowski (ur. 20 listopada 1890 w majątku Chrzczony, zm. 18 sierpnia 1920 pod Ciechanowem) – polski polityk, działacz PPS, poseł na Sejm Ustawodawczy w II RP.

## Życiorys

### Młodość
Urodził się rodzinie drobnej szlachty zaściankowej na Kurpiach w majątku Chrzczony. Był synem Ignacego i Bronisławy z Gutowskich. Po kilku latach rodzice przenieśli się do majątku Rzewnie.
Podjął naukę w rosyjskim gimnazjum w Pułtusku. Jako trzecioklasista został usunięty z gimnazjum za udział w strajku szkolnym w 1905 r., którego celem była szkoła z polskim językiem wykładowym. Rodzice przenieśli go do Łomży, gdzie kontynuował naukę w Prywatnej Męskiej Szkole Handlowej. W tym czasie nawiązał współpracę z Polską Partią Socjalistyczną, prowadząc agitację wśród żołnierzy. Aresztowany za rozprowadzanie materiałów propagandowych. Powtórnie aresztowany za posiadanie broni, uwolniony dzięki staraniom ojca.
W 1908 r. po ukończeniu szkoły podjął naukę na wydziale elektronicznym Politechniki w Liège (Belgia). Studia ukończył w 1914.

### Działalność polityczna i wojskowa
W czasie studiów w 1910 r. wstąpił do Związku Strzeleckiego. Działał też w Związku Młodzieży Postępowo-Niepodległościowej (późniejsza Unia Stowarzyszeń Polskiej Młodzieży Niepodległościowej, „Filarecja” – organizacja skupiająca młodzież opowiadającą się za ideologią PPS – Frakcji Rewolucyjnej, do której należał). Jak podaje Marek Gałęzowski, "należał do wyróżniających się działaczy irredentystycznych na terenie Belgii; propagował hasła niepodległościowe i zaangażowanie w ruch wojskowy wśród przebywających tam polskich emigrantów i studentów".
Zaangażowany w działalność organizacji niepodległościowych został podczas wakacji 1914 skierowany na kurs Związku Strzeleckiego w Galicji. Pod pseudonimem Kordian wstąpił w szeregi Pierwszej Kompanii Kadrowej, wraz z którą jako podoficer przekroczył granice Królestwa Polskiego. Jako podoficer służył w 1 kompanii III batalionu 1 pułku. Potem w charakterze zwykłego żołnierza przeniósł się 20 stycznia 1915 r. do 1 pułku ułanów. Awansował do stopnia kaprala, wachmistrza, a 1 listopada 1916 r. do stopnia chorążego, będąc jednocześnie komendantem plutonu 5 szwadronu. Brał udział m.in. w walkach o Kielce, w kampanii nad Styrem i Stochodem. Za udział na polu bitwy otrzymał prawo do noszenia odznaki „Za wierną służbę” przyznaną przez Józefa Piłsudskiego.

### Działacz PPS w Łodzi
Po kryzysie przysięgowym w lipcu 1917 r. został internowany w Szczypiornie, skąd uciekł rozpoczynając nielegalną działalność w szeregach PPS. Z polecenia Feliksa Perla w grudniu 1917 został skierowany pod nazwiskiem Olkowski do Łodzi.
Napiórkowski ps. Stefan został przewodniczącym Okręgowego Komitetu Robotniczego PPS i wraz z Antonim Purtalem – redaktorem pism „Łodzianin” i „Wezwanie”. W marcu 1918 doprowadził do połączenia związków zawodowych drzewnych oraz szewców, pozbawiając wpływów SDKPiL oraz PPS-Lewicy. Organizował strajki robotnicze, m.in. strajk protestacyjny przeciw oddaniu ziemi chełmskiej Ukrainie w pokoju Brzeskim. Działał na rzecz pojednania PPS i PPS-Lewicy, co doprowadziło czerwcu 1918 do powstania grupy niepodległościowej PPS-Lewicy, wydającej „Informator opozycji robotniczej PPS-Lewicy”, a zakończyło się przystąpieniem większości członków łódzkiej i pabianickiej PPS-Lewicy do PPS w 1918 r.
Był organizatorem i pierwszym dowódcą Milicji Ludowej i uczestnikiem rozbrajania Niemców w listopadzie 1918 Był twórcą i przewodniczącym Tymczasowej Rady Robotniczej, a następnie od 1 grudnia 1918 do marca 1919 przewodniczącym Rady Delegatów Robotniczych (sekretarzem rady był Władysław Hibner).
W czasie wyborów parlamentarnych w styczniu 1919 wybrany na posła do Sejmu Ustawodawczego. Wszedł w skład komisji administracji i komisji wojskowej, był też sekretarzem klubu sejmowego PPS (Związku Polskich Posłów Socjalistycznych).
W maju 1920 r. na XVII Kongresie PPS wybrano go na członka Rady Naczelnej oraz na członka Centralnego Komitetu Wykonawczego PPS. Pod koniec 1919 r. zainicjował wydawanie w Łodzi „Dziennika Robotniczego”, pełniąc nadal funkcję przewodniczącego Okręgowego Komitetu Robotniczego PPS. Był także łódzkim korespondentem „Nowej Gazety” w Warszawie.

### Wojna polsko-bolszewicka
W czasie wojny polsko-bolszewickiej w połowie 1920 w czasie ofensywy Armii Czerwonej PPS współtworzył Rząd Obrony Narodowej i uczestniczył w obronie kraju. Napiórkowski 13 lipca 1920 wstąpił do Wojska Polskiego. W randze porucznika – trafił najpierw do 1 pułku szwoleżerów, a potem do 108 pułku ułanów w VIII Brygadzie Jazdy. Jak ustalił Marek Gałęzowski, wbrew informacji z Polskiego słownika biograficznego, powtórzonej też w innych biogramach Napiórkowskiego, nie poległ 18 sierpnia pod Ciechanowem, lecz dwa dni wcześniej został ciężko ranny w tej bitwie, zmarł zaś 18 sierpnia 1920 r. w szpitalu.  Na wniosek Związku Polskich Posłów Socjalistycznych, Kancelaria Sejmu poszukiwała informacji o losach Napiórkowskiego. Wiadomość o śmierci dotarła do Sejmu 28 października 1920 Marszałek Sejmu Wojciech Trąmpczyński, otwierając posiedzenie w dniu 29 października 1920 poświęcił swe wystąpienie Napiórkowskiemu stwierdzając, zginął jak żył, w sumiennym spełnieniu obowiązku wobec Ojczyzny. Jego piękna karta życiowa nieodłącznie pozostanie związana z historią pierwszego Sejmu Polskiego.
Pośmiertnie awansowany do stopnia rotmistrza, odznaczony Krzyżem Srebrnym Orderu Virtuti Militari (1921), Krzyżem Niepodległości z Mieczami oraz Krzyżem Walecznych. Uhonorowany Odznaką Pamiątkową „Pierwszej Kadrowej”
Początkowo pochowany na cmentarzu w Modlinie, natomiast 12 listopada 1920 r. na wniosek PPS ekshumowany na Stary Cmentarz w Łodzi, gdzie ze zbiórki społecznej wystawiono mu interesujący nagrobek dłuta rzeźbiarza Władysława Czaplińskiego. Inskrypcja na grobie mówiąca o śmierci Napiórkowskiego broniąc Ojczyzny przed najazdem bolszewickim została zniszczona w 1950; w 2000 odtworzona staraniem Towarzystwa Opieki nad Starym Cmentarzem w Łodzi.

## Upamiętnienie
W okresie międzywojennym (od 1920 do 1940) był patronem jednej z ulic Łodzi, gdzie mieszkał z żoną w 1920 r. Ponownie Jego imię nosiła w okresie 1945–1952; zmieniona na ulicę działacza KPP i PPR "majora Stefana Przybyszewskiego"; (od 1990, nosi nazwę: Stanisława Przybyszewskiego).
W okresie międzywojennym imię Napiórkowskiego nosiła również biblioteka PPS w dzielnicy Lewa-Górna.

## Życie prywatne
W dniu 14 lutego 1920 r. zawarł związek małżeński (świadkami byli Stefan Kopciński i Leon Starkiewicz) z Wiktorią Alicją z Wysznackich (1894–1982), z zawodu nauczycielką, w latach 1924–1927 radną Rady Miejskiej w Łodzi, organizatorką tajnych kompletów w Łodzi podczas okupacji hitlerowskiej, zasłużoną działaczką oświatową i społeczną.
Z tego małżeństwa urodziła się córka Aleksandra, zamężna: Przełęcka (1920–2005), profesor biochemii PAN – żona prof. Mariana Przełęckiego.